# Géographie de l'Auvergne
L'Auvergne est un territoire de nature sauvage et de paysages grandioses. Cette région fondée par les Arvernes il y a 2 600 ans présente une forte identité géographique, notamment à cause de ses ensembles volcaniques.

## Un territoire varié et contrasté
C'est à la fois un pays de plaines et de montagnes. L’altitude moyenne de résidence des habitants est de 490 m alors qu’elle n’est que de 330 m dans l’ancienne région Rhône-Alpes. La transition entre les zones montagneuses et les régions de plaine y est brutale. Cela explique la juxtaposition de climats montagnards rudes avec des zones aux nuances méridionales. De la même façon la flore boréale des sommets laisse la place aux cultures fruitières et à la vigne en quelques kilomètres de distance.

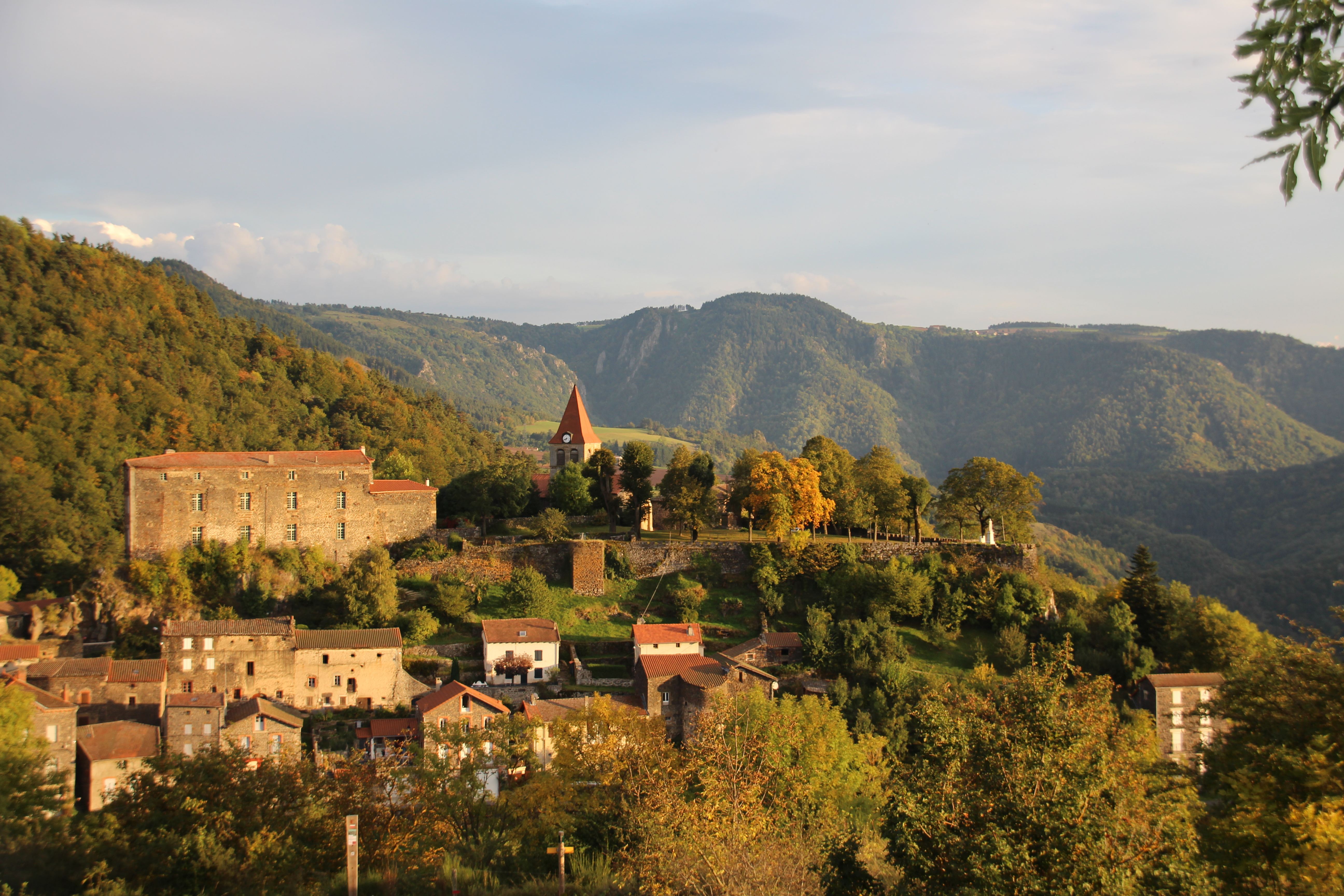
Gorges de l'Allier à Saint-Privat.
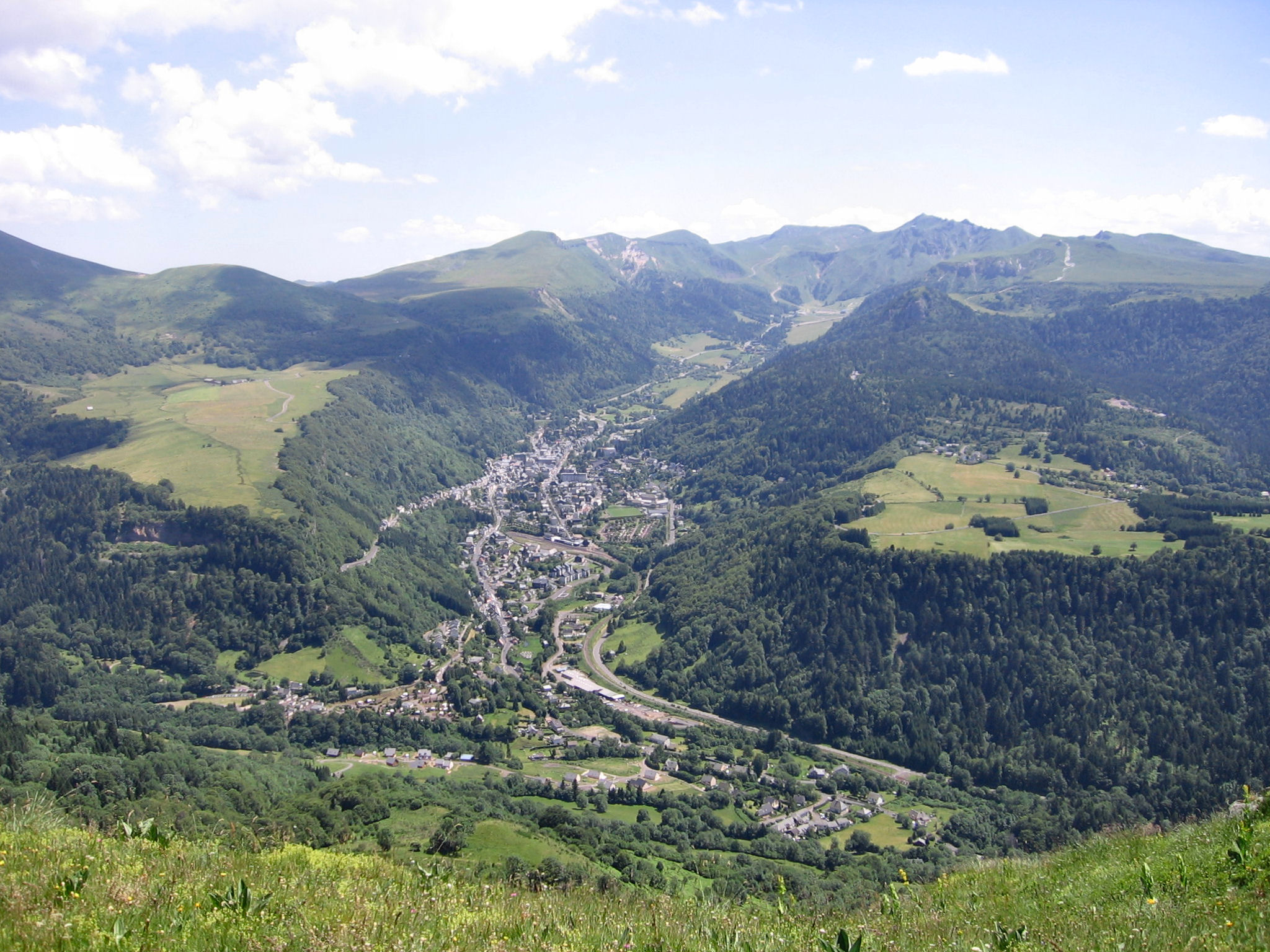
Monts Dore.
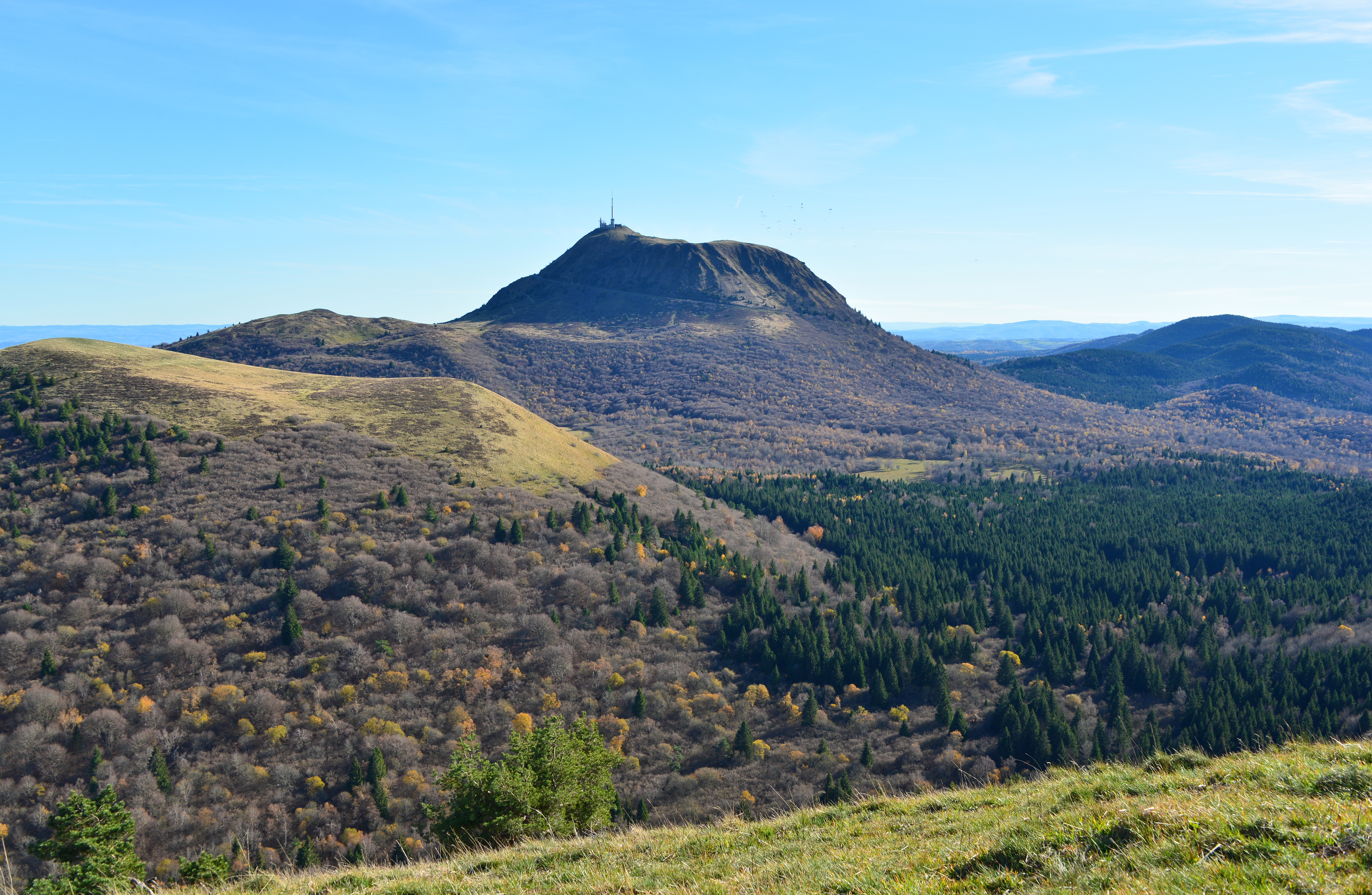
Volcan du puy de Dôme.

## Relief et géologie

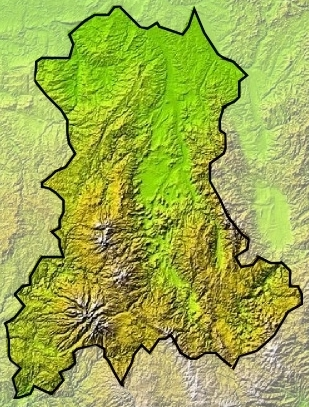
Carte topographique.

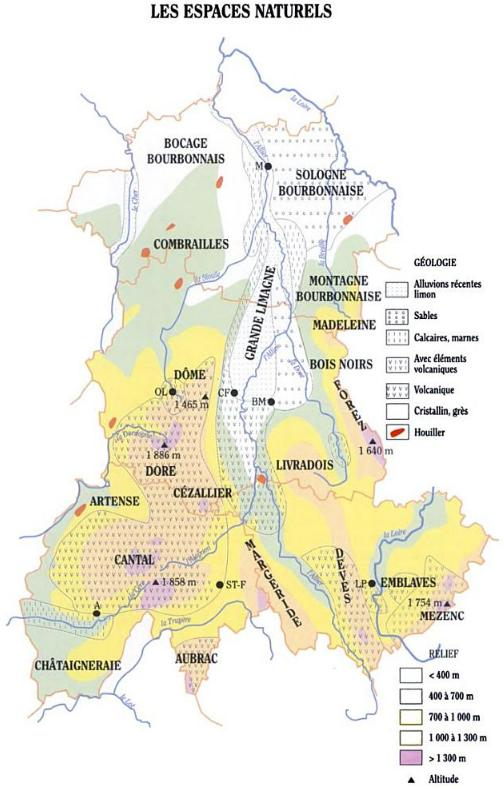
Espaces naturels.

La région est structurée par un socle granitique et métamorphique formé à l’ère primaire il y a 350 millions d’années (carbonifère). Ces sommets hercyniens ont été transformés en pénéplaine à l’ère secondaire puis ont été recouverts de sédiments marins. Ceux-ci ont été dégagés à l’ère tertiaire il y a 35 millions d’années (oligocène). L’orogenèse des Pyrénées et des Alpes a provoqué un relèvement de l’altitude du socle et l’a basculé vers l’ouest. La dislocation du socle a suivi des axes nord-sud et a créé une mosaïque de blocs appelés « horsts » pouvant s’élever jusqu’à 1 631 mètres d’altitude (Pierre-sur-Haute) et en bassins d’effondrements (futures Limagnes). Ces fossés d’effondrement se sont comblés par une sédimentation détritique drainée par les cours d’eau. Ces mouvements se sont prolongés au miocène.
À la fin de l’ère tertiaire et au début de l’ère quaternaire le volcanisme apparait et donne à la région son véritable caractère montagnard. Celui-ci prend des formes très variées : entablements basaltiques (Cézallier, Aubrac), stratovolcans (monts Dore, monts du Cantal), cônes volcaniques (massif du Devès, chaîne des Puys), etc.
Les derniers volcans apparus sont ces monts Dômes et ont moins de 6000 ans ce qui en fait de quasi nouveau-nés à l’échelle géologique.
Durant l’ère quaternaire l’englacement atteint des proportions considérables et peut atteindre des hauteurs de 200 m sur certains sommets et a provoqué tout un modelé de cirques, vallées en auge et lacs de dépôt morainiques. Cette érosion est à l’origine des paysages alpestres des monts Dore et des monts du Cantal ou des paysages scandinaves de l’Artense. L’Auvergne n’est donc pas une simple région de moyenne montagne. Ses paysages contrastés alternent les plaines, les coteaux avec les sommets volcaniques ou granitiques. Cette structure des reliefs disposés en bandes verticales et cloisonnés induit une grande variété de climats.